# À cor et à cri (film)
Pour plus de détails, voir Fiche technique et Distribution.
À cor et à cri (Hue and Cry) est un film britannique réalisé par Charles Crichton et sorti en 1947.

## Synopsis
Des gamins des rues, avec à leur tête Joe Kirby, tentent de mettre fin aux agissements d'un escroc qui réussit à pirater les bandes dessinées d'un journal pour transmettre des messages codés à une bande de gangsters. Une bagarre mémorable, à laquelle tous les gosses du quartier prennent part, permettra d'arrêter le faussaire et ses acolytes.

## Fiche technique
- Titre : À cor et à cri
- Titre original : Hue and Cry
- Réalisation : Charles Crichton
- Scénario : T.E.B. Clarke
- Photographie : Douglas Slocombe
- Musique : Georges Auric
- Montage : Charles Hasse
- Direction artistique : Norman G. Arnold, Joseph Bato
- Production : Michael Balcon et Henry Cornelius pour Ealing
- Durée : 82 minutes
- Format : noir et blanc
- Date de sortie : Royaume-Uni : février 1947

## Distribution
- Alastair Sim : Felix H. Wilkinson
- Harry Fowler : Joe Kirby
- Douglas Barr : Alec
- Joan Dowling : Clarry
- Jack Warner : Nightingale
- Valerie White : Rhona
- Jack Lambert : Ford
- Ian Dawson : Norman
- Gerald Fox : Dicky
- John Hudson : Stan

## Autour du film
- Le scénario n'est pas sans rappeler celui d'Émile et les Détectives, le film allemand réalisé par Gerhard Lamprecht en 1931.
- Daniel Collin écrit: «La fraîcheur et la spontanéité du propos prennent allègrement le dessus, aidées par une très belle partition musicale et une mise en scène très vivante dans Londres en ruine - ce décor étant utilisé judicieusement - et dépassent le propos classique de la comédie dans la scène finale où une invraisemblable nuée de gosses venus de toute part tiennent tête aux bandits. Cette scène est véritablement orchestrée de main de maître»[1].
- Le film est la première comédie tournée dans les Studios Ealing.